# Камінський Василь Якович
Камінський Василь Якович (11 січня 1900 [29 грудня 1899], с. Петроострів — після 1941, ст. Май-Губа) — історик, архівіст. Учень О. Оглоблина.

## Біографія
Народився в с. Петроострів (нині село Новомиргородського району Кіровоградської області). Закінчив Новобузьку учительську семінарію (1920), Київський інститут народної освіти (1924). 1925–28 — аспірант Науково-дослідної кафедри історії України при ВУАН, очолюваної М. Грушевським. 1926 –32– доцент, професор Ветеринарно-зоотехнічного інституту, Київського інституту народної освіти. Одночасно 1929–32 — директор Київського обласного історичного архіву. Від 1933 — начальник політичного відділу Могилів-Подільської МТС, від 1936– 2-й секретар Староушицького районного партійного комітету КП(б)У на Вінниччині. Досліджував історію селянської реформи 1861. Автор праці «До історії реформи 1861 року на Поділлі» («Студії з історії України Науково-дослідчої катедри історії України в Києві», т. 1. К., 1926).
Заарештований 1937 і засуджений до 5 років виправно-трудових таборів.
Відбував покарання в одному з лагпунктів (на рейді) табору Усольлаг НКВД.
За спробу втечі, здійснену у вересні 1941 р., 11 жовтня 1941 р. засуджений до розстрілу. (Архівна справа: ПермГАСПИ, ф.643/2. оп.2. спр.1273, 1275.)
Помер на ст. Май-Губа (нині в Республіці Карелія, РФ).
Реабілітований посмертно 1958.